# Сакала, Бенсон
Бенсон Сакала (англ. Benson Sakala; род. 12 сентября 1996, Лусака) — футболист замбийский, полузащитник клуба «Млада-Болеслав» и сборной Замбии.

## Клубная карьера
Сакала начал карьеру выступая за команды «Ред Эрроуз» и «Пауэр Дайнамоз». В 2021 году игрок перешёл в чешский «Виктория Жижков». 23 октября в матче против «Опава» он дебютировал в чешской ФНЛ. Летом 2022 года Сакала перешёл в «Пршибрам». 12 августа в матче против «Карвины» он дебютировал за новую команду. 11 ноября в поединке против «Хрудима» Бенсон забил свой первый гол за «Пршибрам».
Летом 2023 года Сакала перешёл в клуб «Млада-Болеслав». 23 июля в матче против «Яблонца» он дебютировал в Первой лиге.

## Международная карьера
11 октября 2015 года в товарищеском матче против сборной Египта Сакала дебютировал за сборную Замбии.